# Даль (Кюртен-Ольпе)
Даль (нем. Dahl) —  населённый пункт общины Кюртен в административном районе Рейниш-Бергиш (Северный Рейн-Вестфалия, Германия).

## География

### Положение и соседние населённые пункты
Поселение расположено на реке Далер-Бах, притоке Кюртен-Зюльца, к востоку от поселения Юнкермюле, с которым имеется прямое асфальтовое сообщение. 
Другими соседними населёнными пунктами являются: 
- Фурт - на севере в долине Кюртен-Зюльца. Транспортная связь осуществляется по автодороге земельного значения L 286
- Бергхаузен — на востоке. Прямого транспортного сообщения нет, только через L 286
- Холлинден - на юго востоке. Связь или по лесной дороге или в объезд через L 129
- Далерхох — или по  прямой просёлочной дороге или в объезд по L 146 через Бизенбах.

## История
На топографической карте при съёмке Рейнской области в 1824 году этот населённый пункт обозначено как Таль, а на прусской оригинальной топосъёмке 1840 года — как Даль. В то время Даль входил в состав коммуны Ольпе. Начиная с прусской переписи 1892 года, на картах он регулярно упоминался как Даль.
В 1822 году в местности усадьбы Даль проживало 63 человека. В 1830 году здесь проживало 69 жителей. В Дале, который в 1845 году согласно обзору административного округа Кельна был отнесён к категории деревни, в то время насчитывалось 13 жилых домов. В то время в деревне проживало 62 жителя и все они были католиками. Согласно статистике общин и поместий Рейнской провинции, в 1871 году в Дале насчитывалось одиннадцать жилых домов и 64 жителя. В муниципальной энциклопедии провинции Рейнланд 1888 года перечислены десять жилых домов с 67 жителями. В 1895 году в деревне было десять домов и 62 жителя. В 1905 году в деревне было семь домов и 54 жителя и она относилась к католическому приходу Ольпе.
В 1927 году мэрия Ольпе была упразднена и местные властные функции передана району Ольпе. В Веймарской республике в 1929 году районы Кюртен с общинами Кюртен и Бехен, а также Ольпе с общинами Ольпе и Випперфельд, были объединены в район Кюртен. 1 октября 1932 года район Випперфюрт был включен в состав района Рейниш-Бергишер со столицей в Бергиш-Гладбахе.
В 1975 году согласно административно-территориальной реформе была создана нынешняя община Кюртен, в которую вошли районы Кюртен, Бехен и Ольпе, а также часть города Бенсберг с Дюршайдом и прилегающими территориями.

Виды поселения Даль
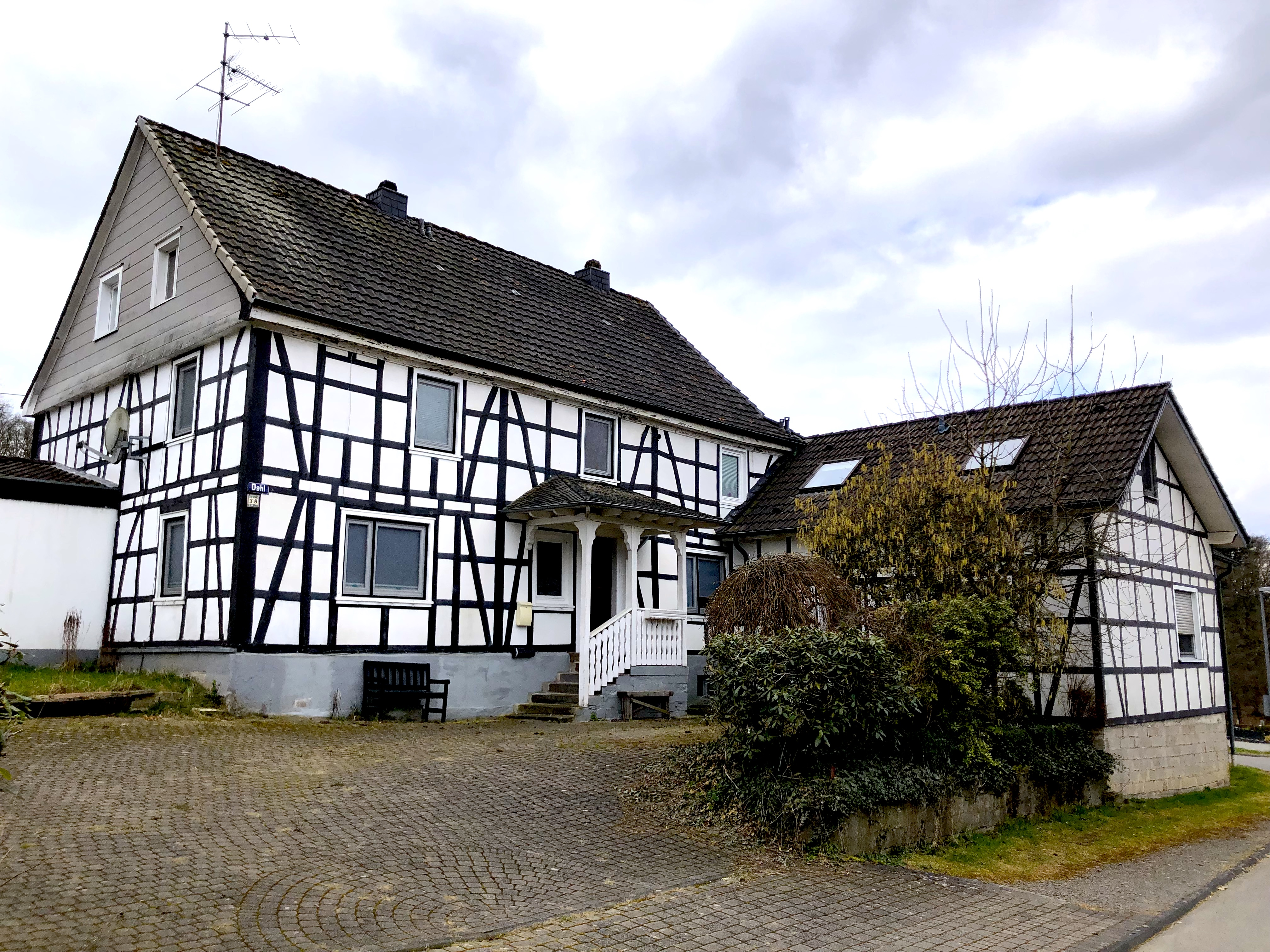
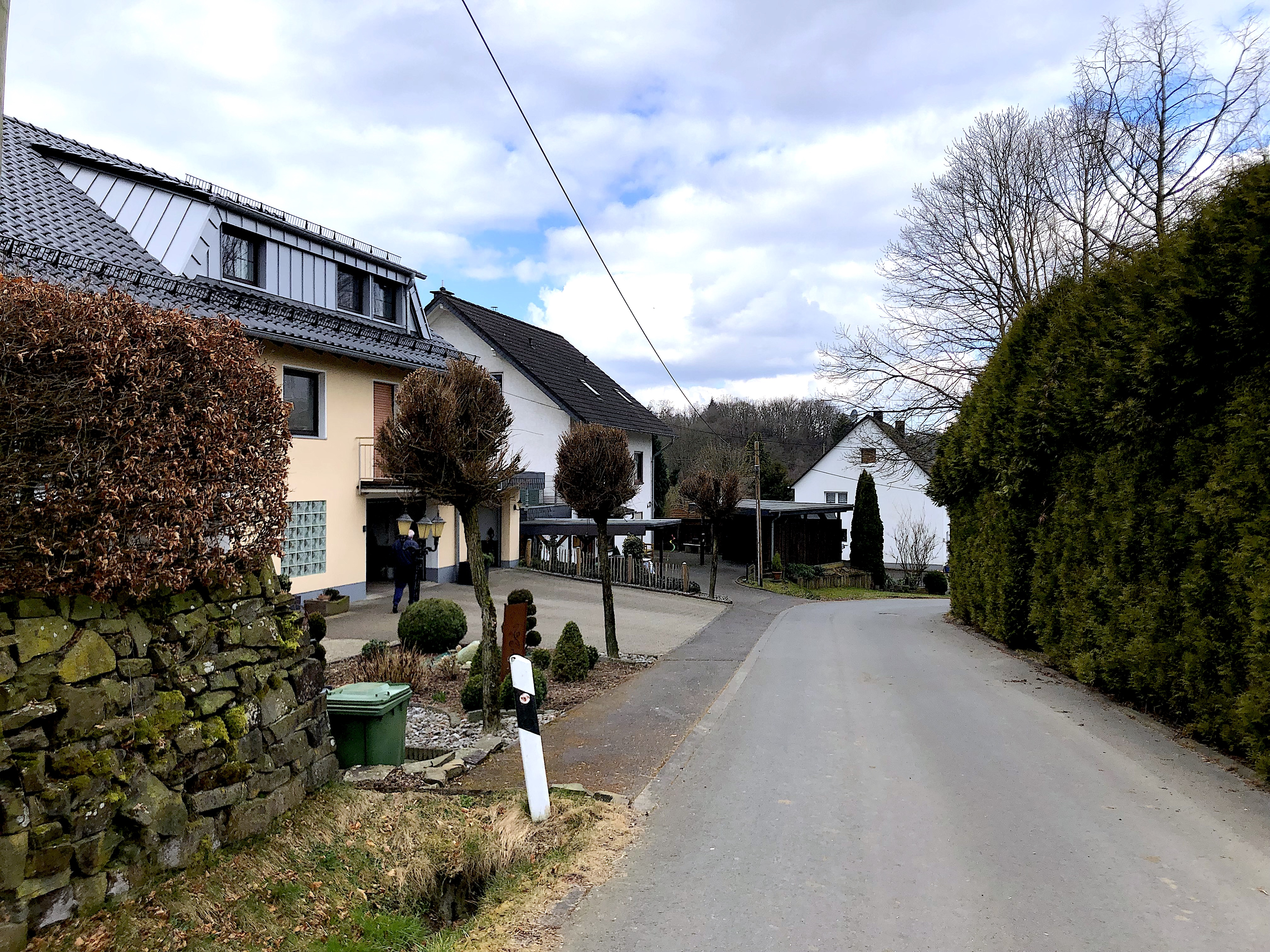
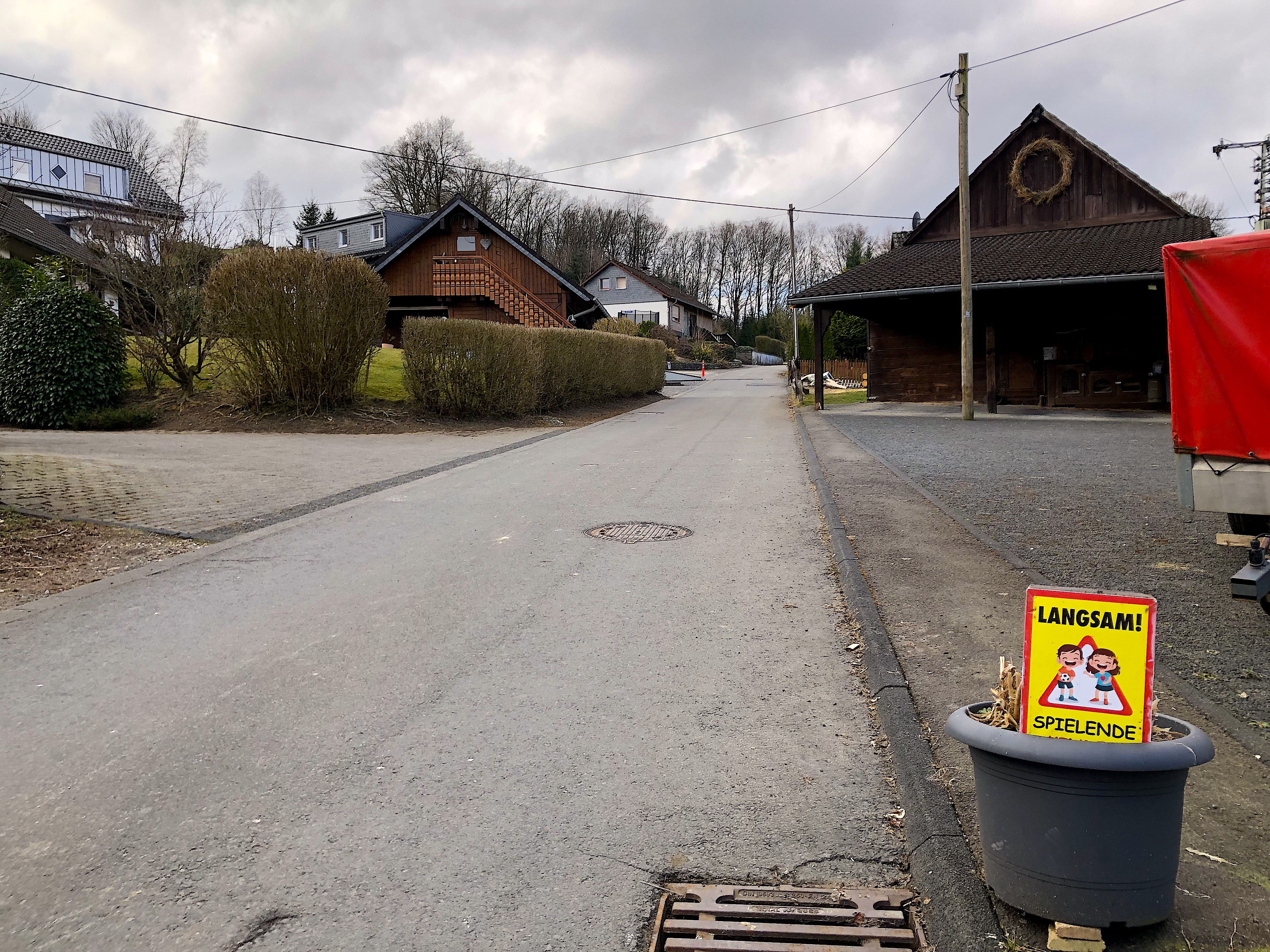
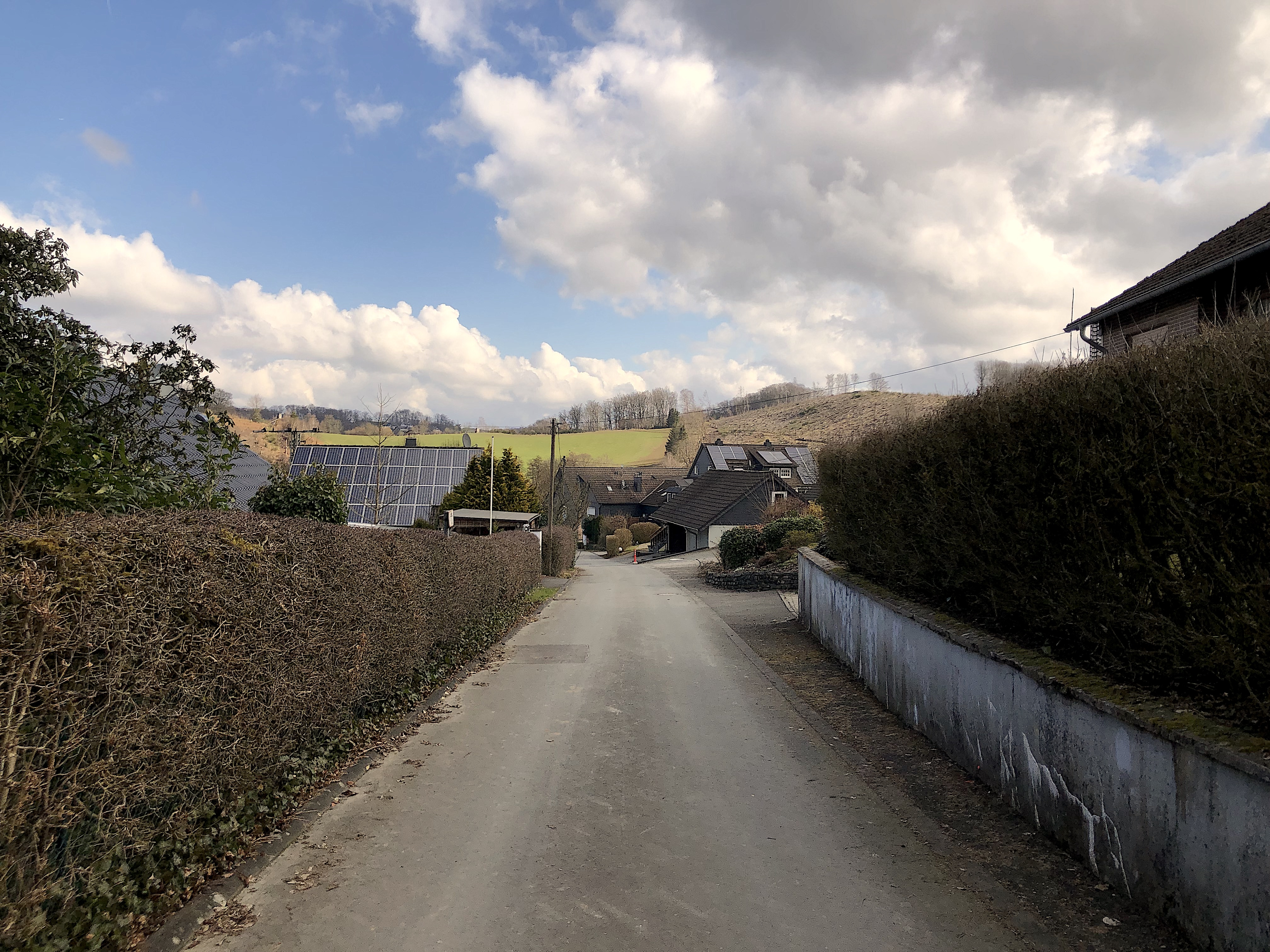
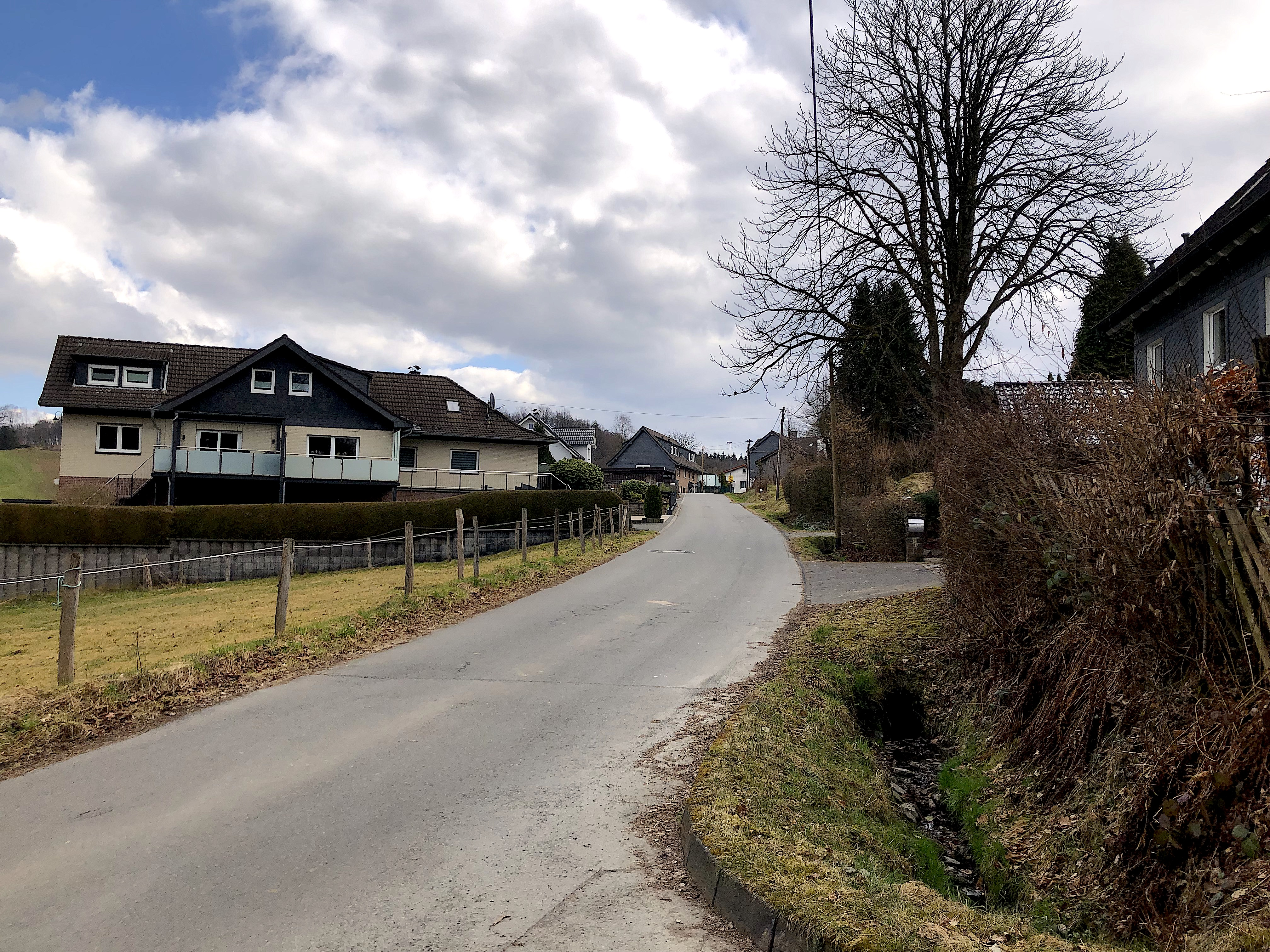

## Достопримечательности
- Придорожный крест 1858 года у дома № 50. Памятник архитектуры № 71 под охраной закона от 12 января 1984 года. Зарегистрирован также под номером 124а в справочнике "Культурно-исторические свидетельства Кюртен-Ольпе"[9] и под этим же номером 124а в справочнике "Культурно-исторические свидетельства общины Кюртен"[10]

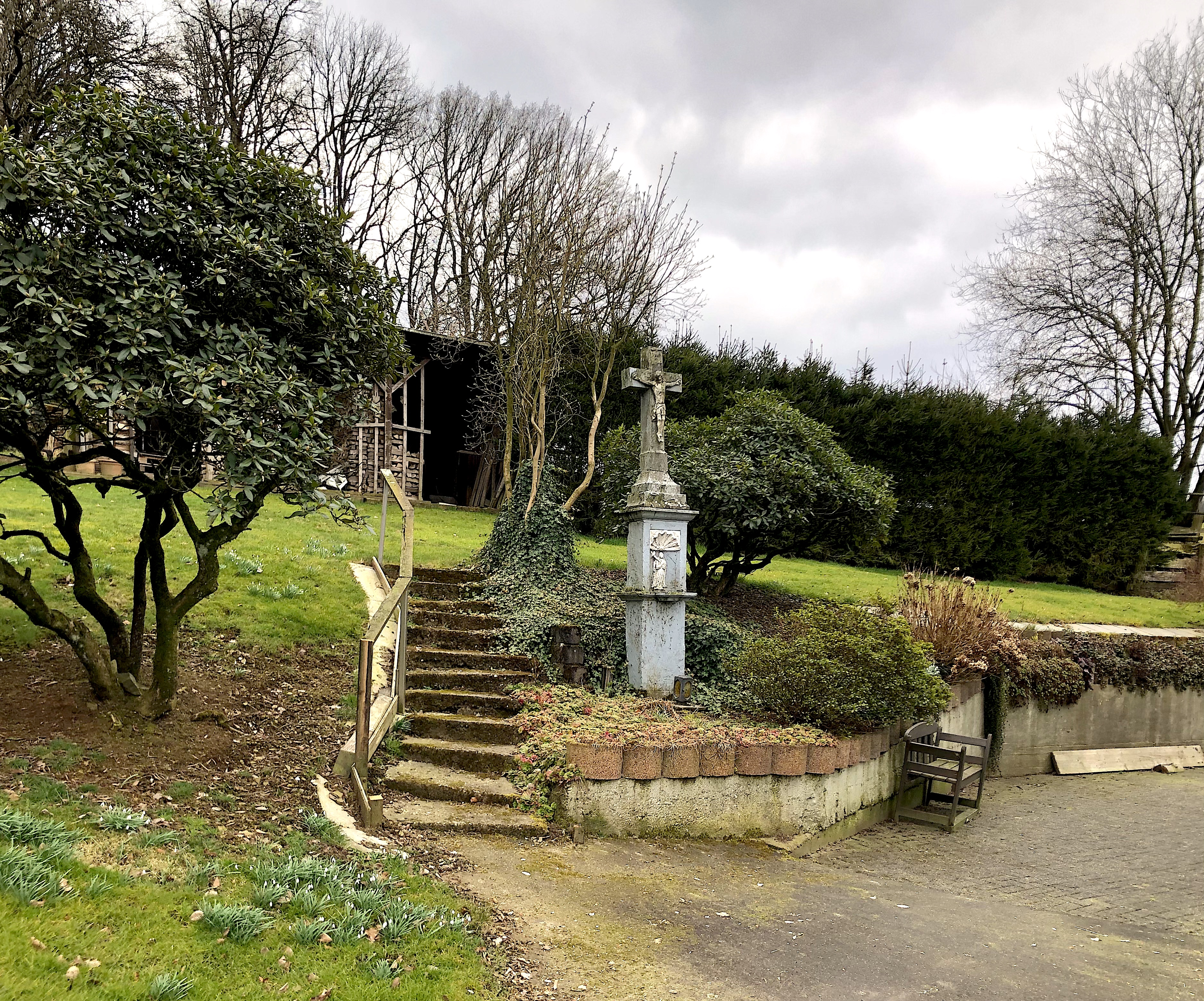
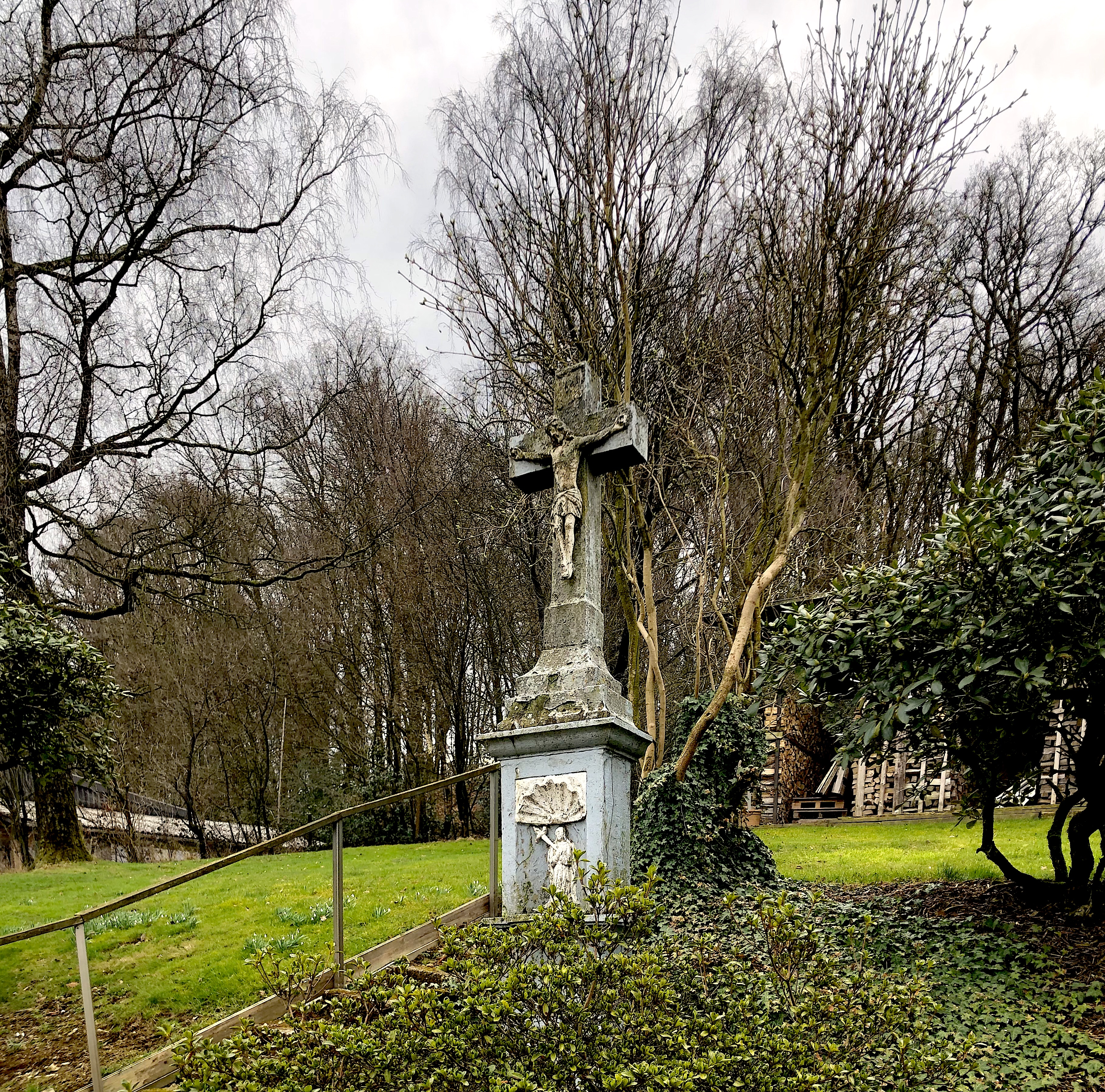
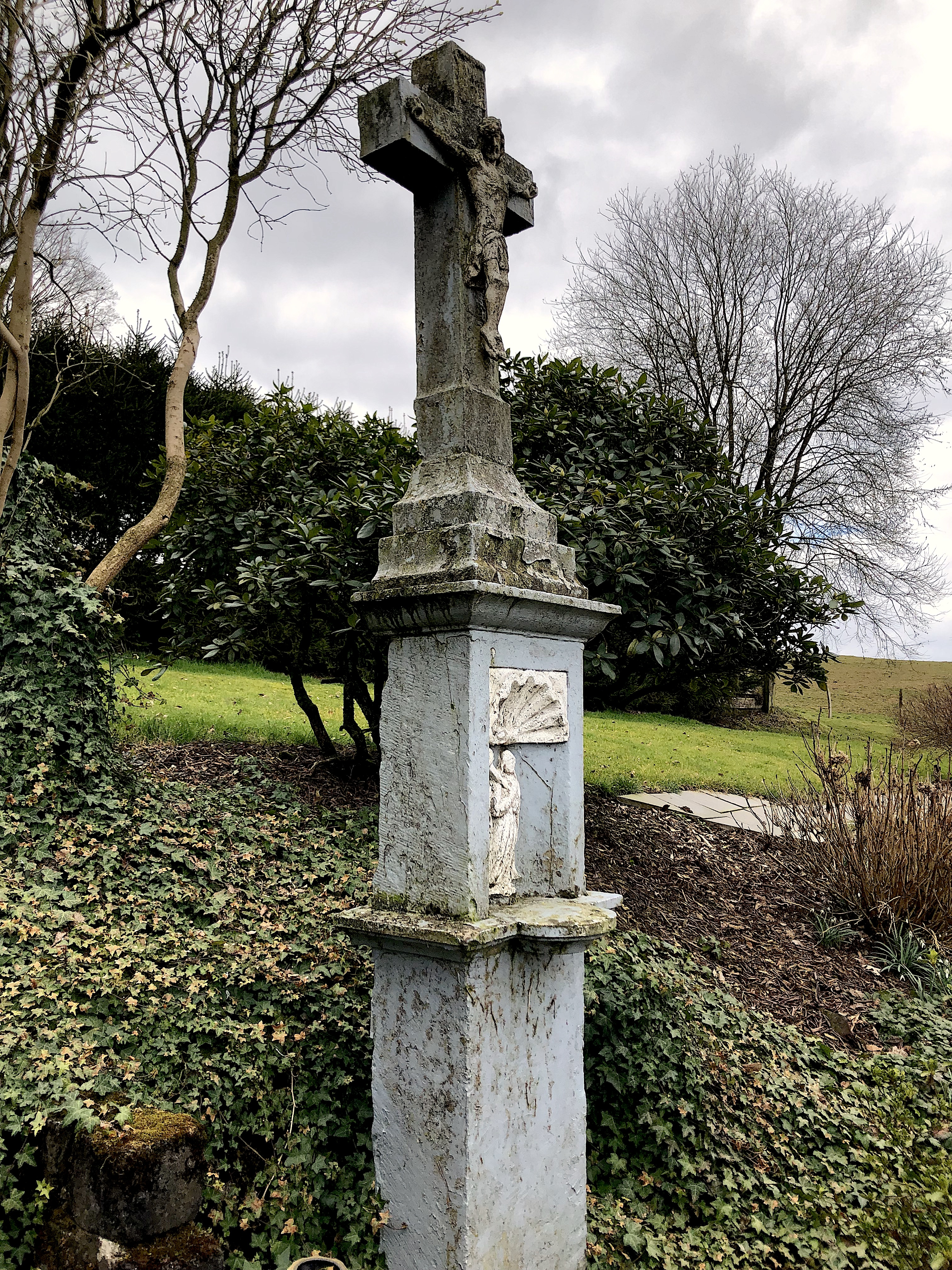
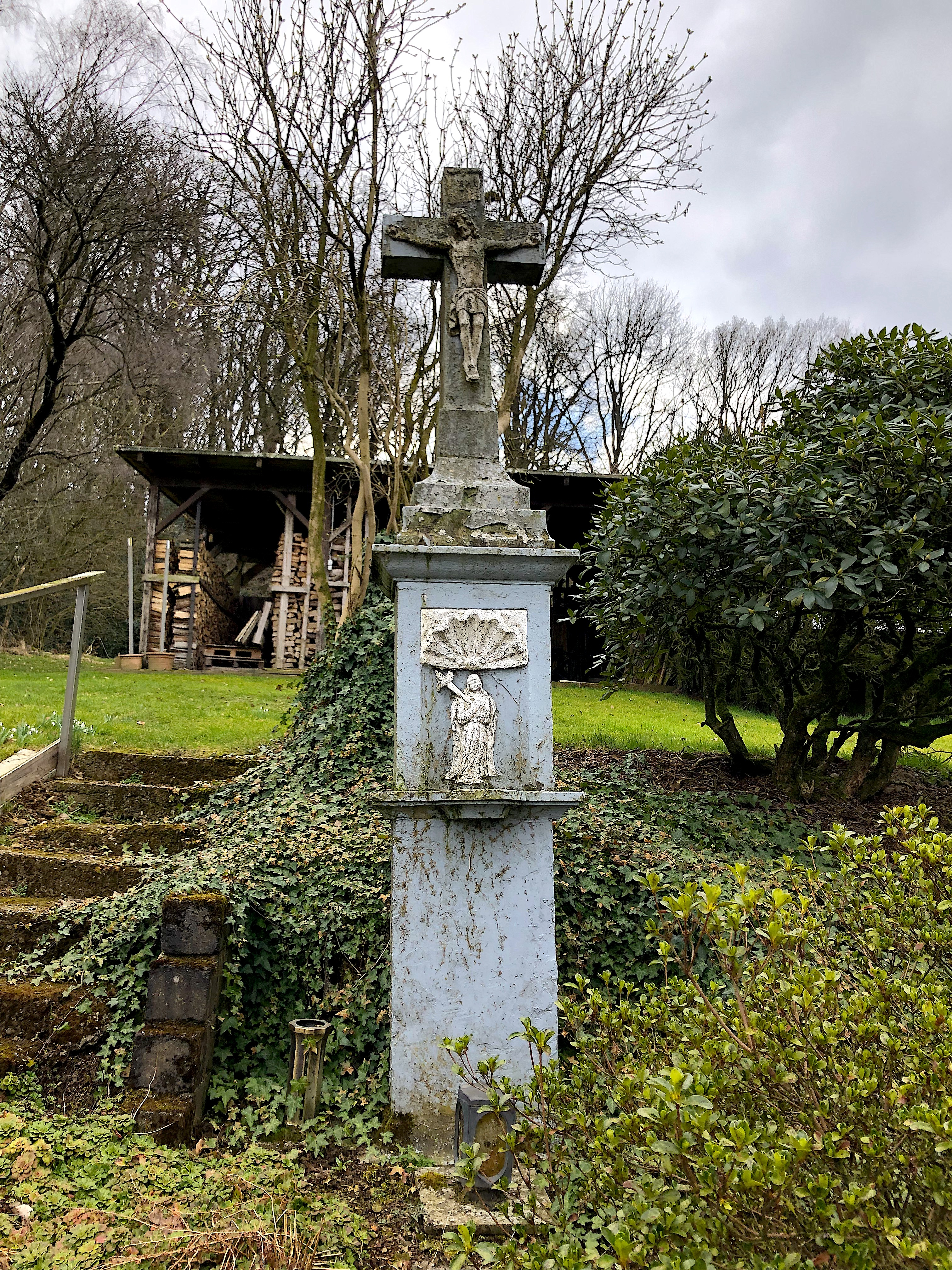

- Домашний (и одновременно придорожный) крест военного 1916 года дома № 25. Защитный крест, сооружённый семьёй Кирх и госпожой Гертрудой Раффельзифен. Является памятником культуры под охраной закона под номером 124b.[9][10]

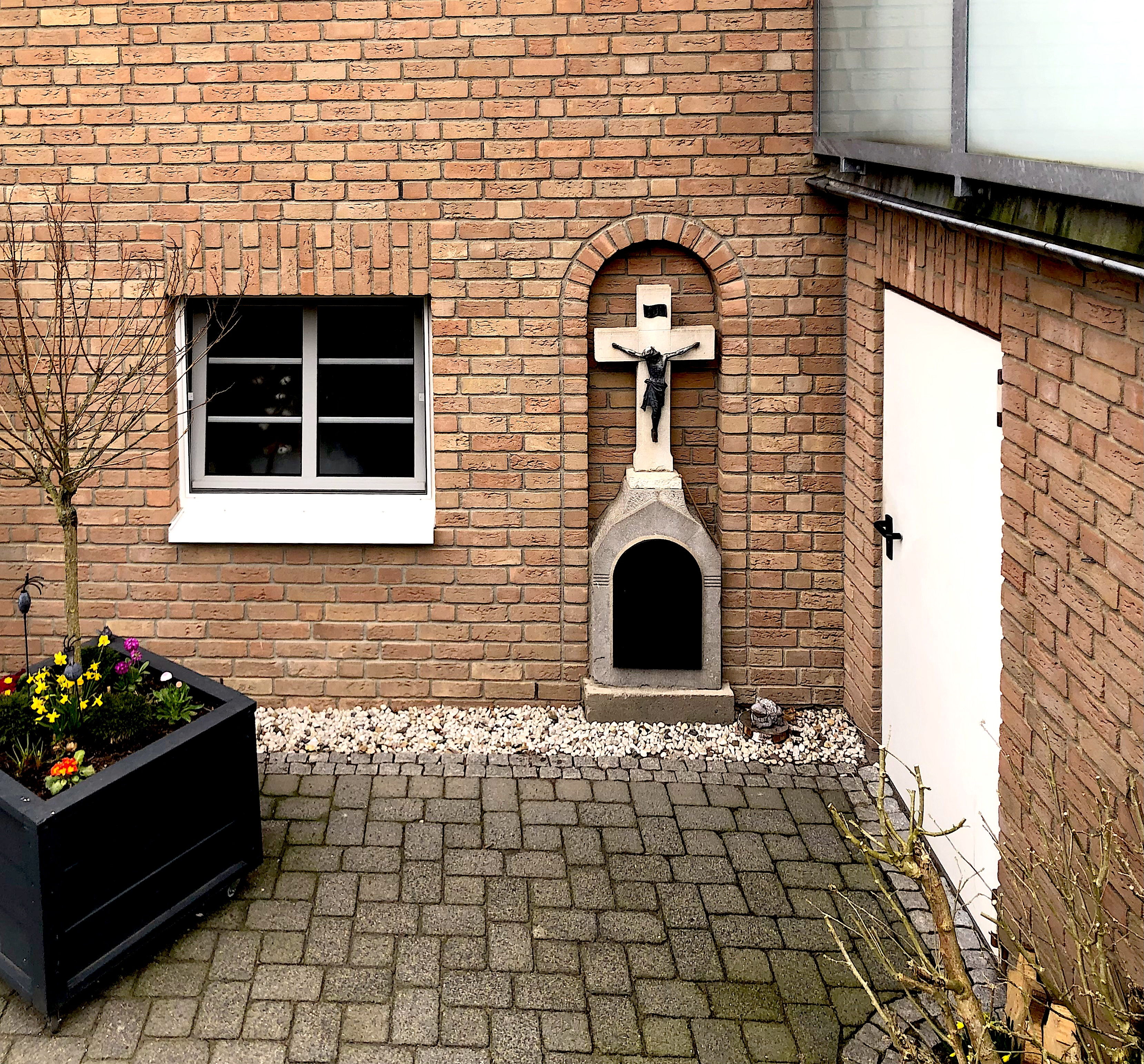
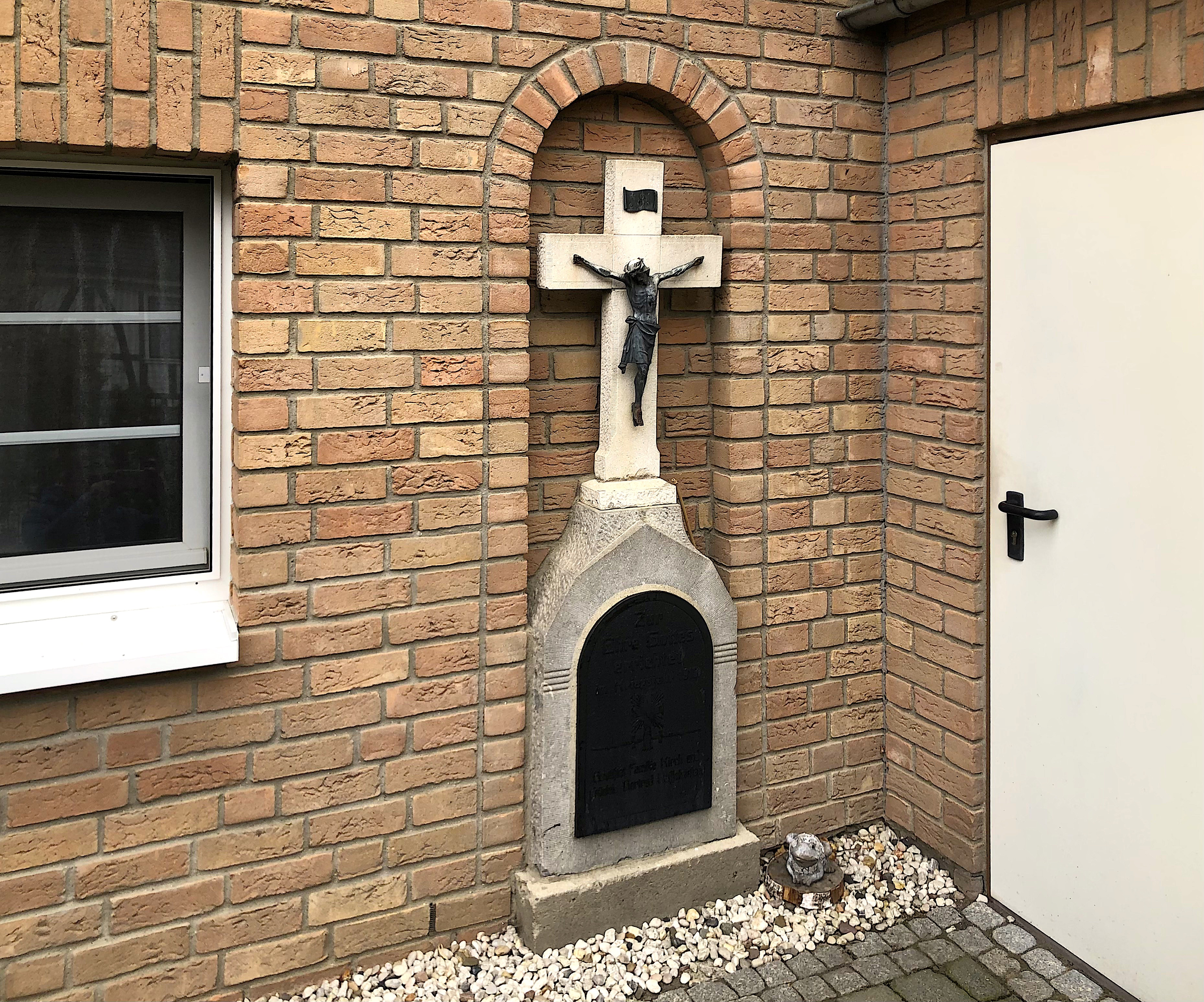
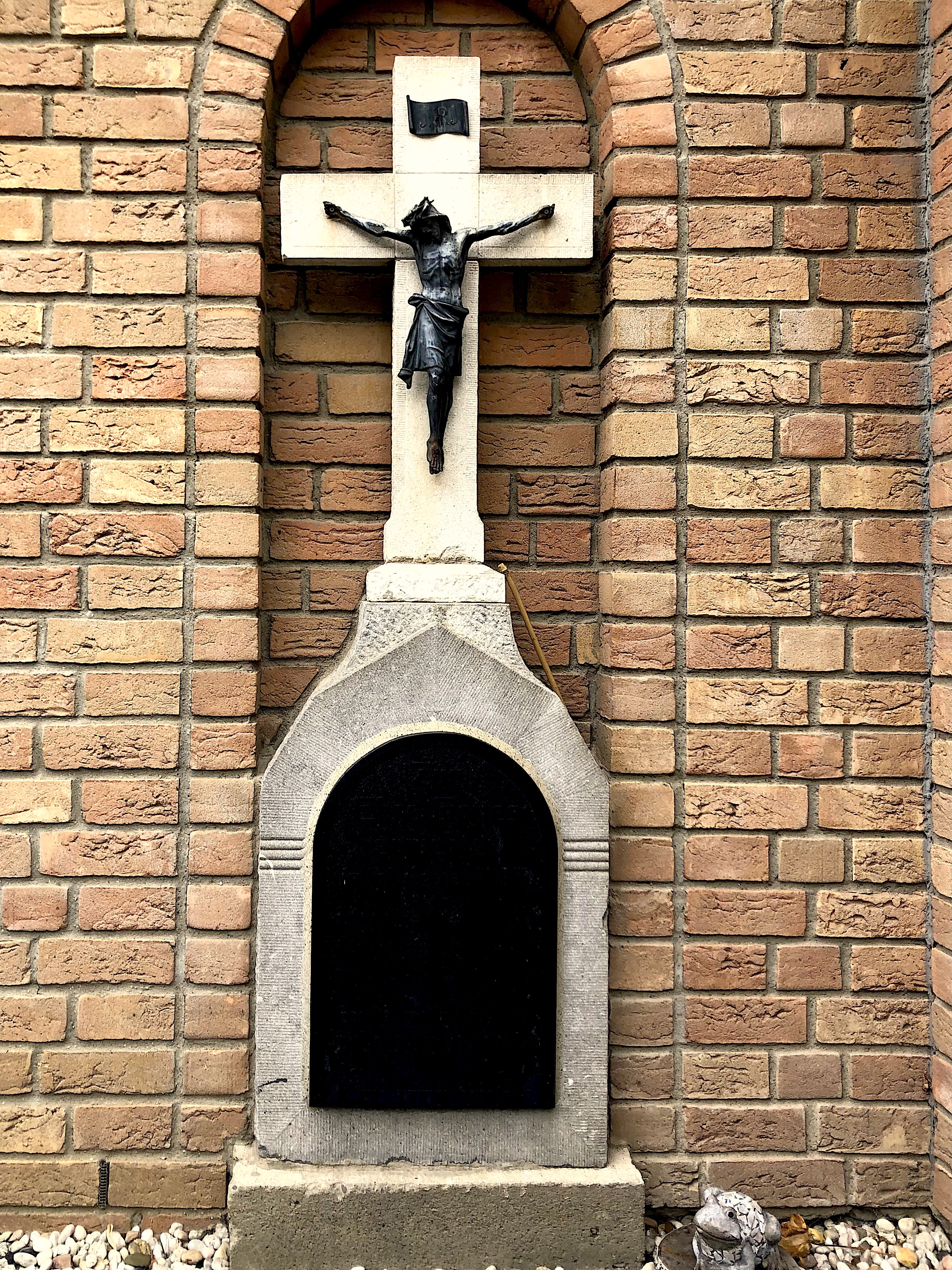
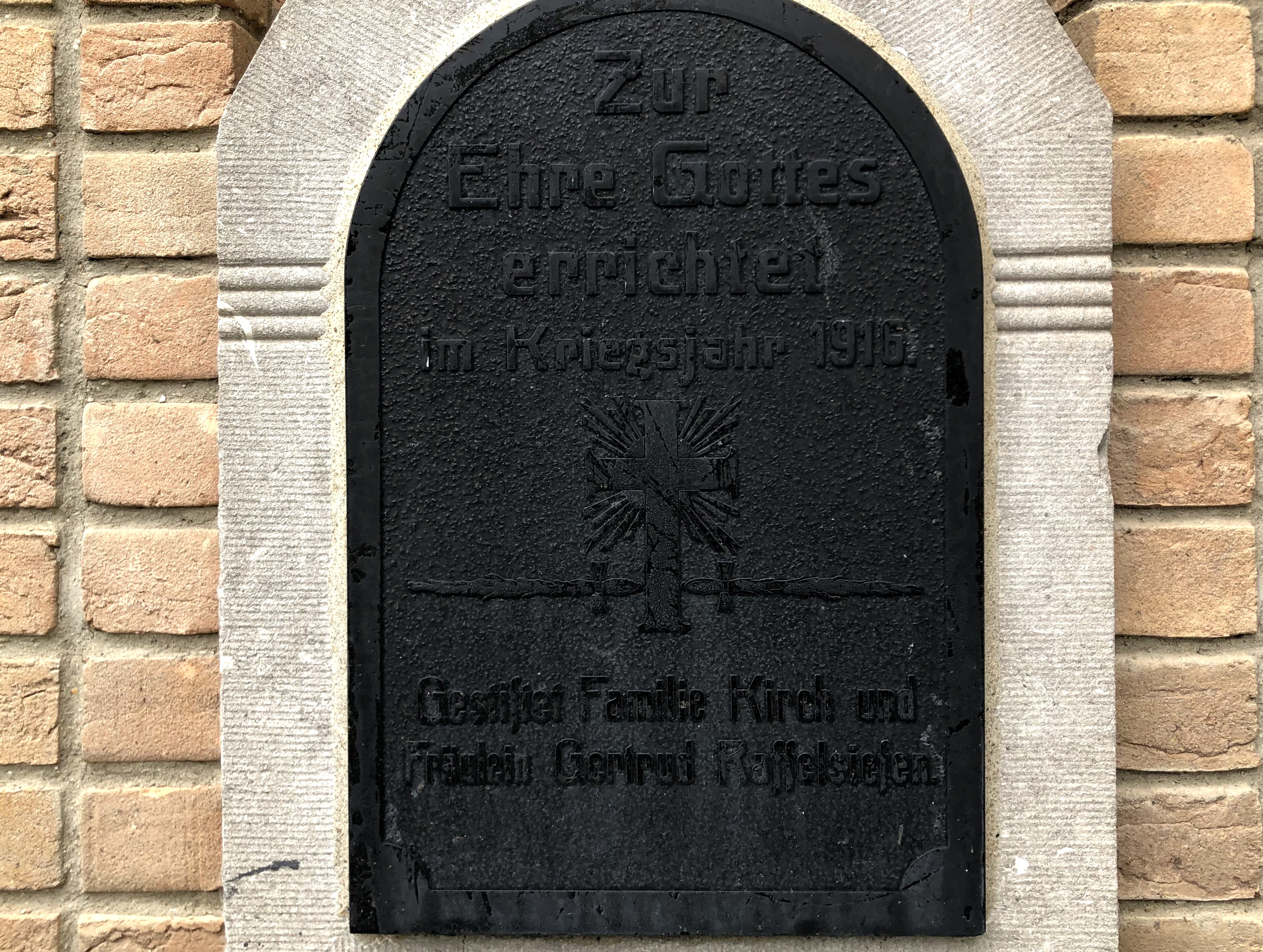